# Neodrepanis
Genre
Le genre Neodrepanis comprend deux espèces de passereaux appartenant à la famille des Philepittidae.

## Liste d'espèces
D'après la classification de référence (version 2.2, 2009) du Congrès ornithologique international (ordre phylogénique) :

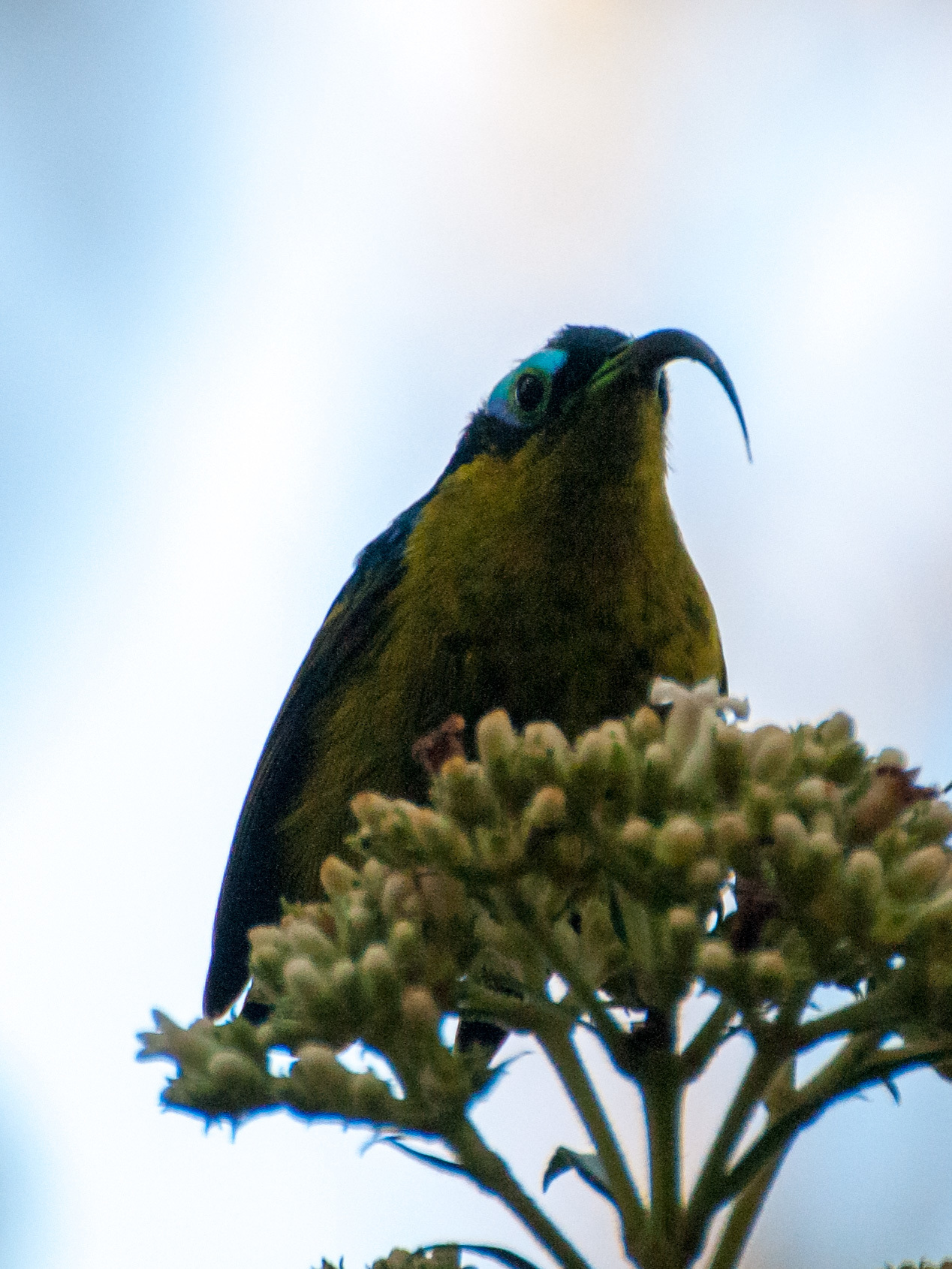
Neodrepanis coruscans: Souimanga commun.

- Neodrepanis hypoxantha : Souimanga à ventre jaune au parc national de Ranomafana, Madagascar. Neodrepanis coruscans: Souimanga commun.Neodrepanis coruscans – Philépitte souimanga

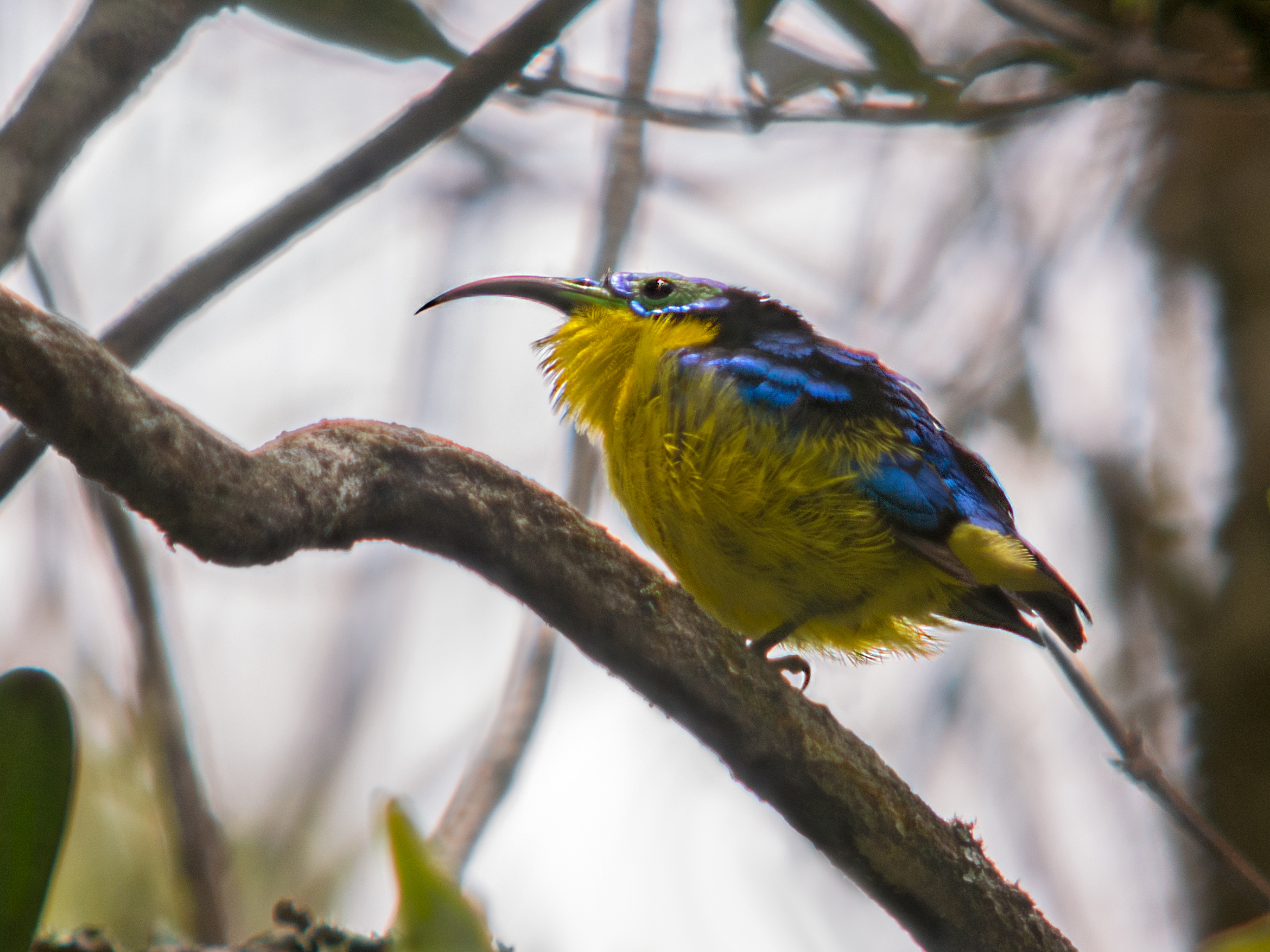
Neodrepanis hypoxantha : Souimanga à ventre jaune au parc national de Ranomafana, Madagascar.

- Neodrepanis hypoxantha – Philépitte de Salomonsen